# Delahaye Type 95
Der Delahaye Type 95 ist ein Nutzfahrzeug-Modell der Zwischenkriegszeit. Hersteller war Automobiles Delahaye in Frankreich.

## Beschreibung
Die Fahrzeuge wurden zwischen 1925 und 1936 hergestellt. Es gab die Ausführungen Type 95 C, Type 95 G und Type 95 HL. Sie waren vom Delahaye Type 89 abgeleitet, der zeitgleich angeboten wurde. Der Ottomotor leistet ebenfalls 30 PS. Die Nutzlast liegt rund 1 Tonne höher. Frühe Modelle dürfen 5 Tonnen zuladen und späte 5,5 Tonnen. Damit war es der schwerste Lkw im Sortiment von Delahaye.
Es gab auch einige Omnibusse. Den Type 95 G mit Holzgasantrieb gab es ab 1928 und den Type 95 HL mit Dieselmotor ab 1932.